# Nonnweiler
Nonnweiler es un municipio situado en el distrito de Sankt Wendel, en el estado federado de Sarre (Alemania), con una población a finales de 2016 de unos 8641 habitantes.
Se encuentra ubicado al norte del estado, cerca de la frontera con el estado de Renania-Palatinado. 